# Peter (actor)
Shinnosuke Ikehata (池畑 慎之介, Ikehata Shinnosuke) (nascut el 8 d'agost del 1952 a Sakai, Osaka, Japó) és un ballarí, actor i cantant japonès que ha aparegut a Ran d'Akira Kurosawa i a Funeral Parade of Roses de Toshio Matsumoto. Ikehata utilitza el pseudònim Peter (ピーター, Pītā) quan surt a shows de televisió i teatres musicals de revista. Després d'haver ballat amb roba cenyida a clubs de ball, va adoptar aquest nom amb setze anys per la seva roba i estil de ball, ja que ell deia que s'assemblaven a Peter Pan. Essent un dels artistes gais més coneguts del Japó, la seva aparença andrògina li ha permès representar personatges transgènere, i de vegades surt a escena amb roba de dona.

## Filmografia
- Bara no Sōretsu (Funeral Parade of Roses, 1969)
- Zatōichi Abare-Himatsuri (1970)
- Gokumon-tō (1977)
- Hi no Tori (1978)
- Les Frutes de la passion (1981)
- Ran (1985)
- Za Ginipiggu 6: Peter no Akuma no Joi-san (1990) (vídeo, acreditat a Peter)
- Drakengard (2003) (videojoc; dues veus separades acreditades a Shinnosuke Ikehata i Peter)
- Drakengard 2 (2005) (videojoc; una veu acreditada a Peter i Shinnosuke Ikehata)
- Death Note (2006) (Rem)
- Nier (2010) (videojoc; una veu acreditada a Peter i Shinnosuke Ikehata)
- Yakuza: Dead Souls (2011)
- Garo: Makai Senki (2012)
- Drakengard 3 (2013) (videojoc; una veu acreditada a Peter)